# AMT Electronics
AMT Electronics — зарегистрированный торговый знак компании «AMT Electronics» and «AMT», специализирующийся на производстве гитарных предусилителей, усилителей, твердотельными заменителями вакуумных ламп, гитарных эффектов и аксессуаров. Гитарист московской группы REI, гитаристы группы Efpix и гитаристы японской группы Blood Stain Child пользуются преампами AMT серии "Legend Amps": P-1, R-1, S-1.

## История
История компании началась в 1982 году, когда советскому сотруднику одного из оборонных предприятий Сергею Маричеву попал в руки синтезатор MOOG, и он решил, во что бы то ни стало, создать свой вариант. Его первым детищем стал гитарный эффект вращающихся динамиков с фузом и дисторшн, который предназначался для удовлетворения спроса на дефицитные в то время качественные педали эффектов. 
В 1987 году открылась компания под названием «Asia Music Technologi». В ней, под руководством Сергея, работало пять человек. Компания производила гитарные эффекты, электронные барабаны «Марш» и барабанные MIDI-конвертеры. 
В 1991 году компания стала называться «AMT», а специализацией компании стала разработка и производство гитарных эффектов. 
В 2001 году было утверждено современное название компании - «AMT Electronics». В этот год компания внедрила технологию SMD-монтажа, позволяющую создавать приборы с высокой степенью интеграции. Вся линия эффектов была переведена на новейшую качественную элементную базу.  
Уже несколько лет компания принимает участие в глобальных выставках музыкального оборудования, как Namm Show и Musikmesse 
.Продукцию AMT Electronics можно теперь приобрести практически в любом уголке мира.

## Известные модели

### AMT Electronics Tube Guitar Series SS-20 Guitar Preamp

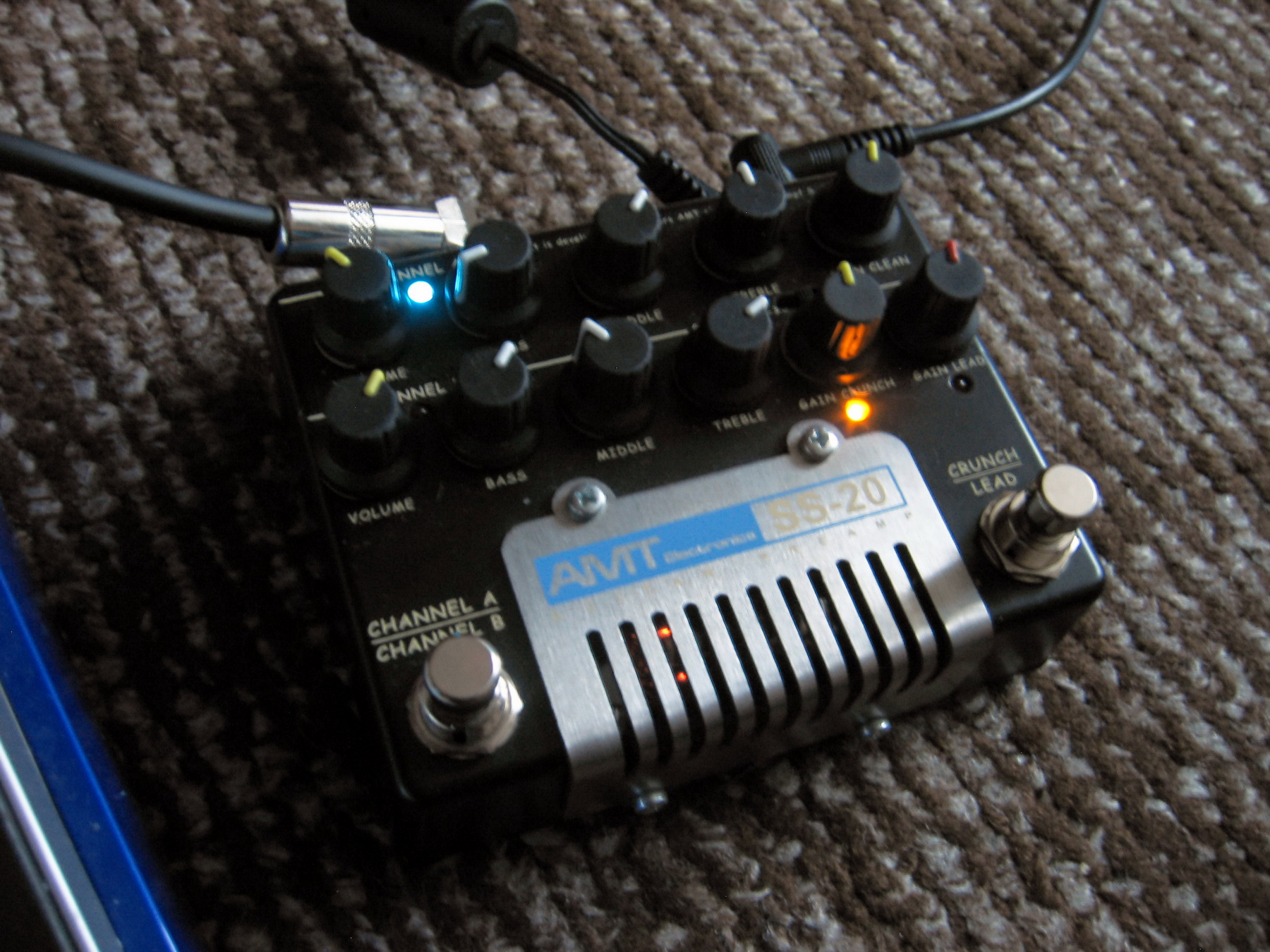
AMT SS-20

Ламповый гитарный предусилитель. Особенности SS-20: 
- полноценное высоковольтное питание триодов,
- полный отказ от использования в тракте усиления и обработки, традиционных в гибридных преампах операционных усилителей,
- применение специальных полупроводниковых усилителей, моделирующих триодные гармоники и дающих необходимую для полноценной работы лампы амплитуду сигнала.

Для того, чтоб выходные ламповые каскады, работающие в самых "горячих" условиях, могли полностью раскрыться, им необходима гигантская амплитуда в сотню и более вольт. Динамические свойства, свойственные полностью ламповым преампам, достигнуты в SS-20 именно за счёт отказа от применения в секции предварительного усиления ОУ с присущим им ограничением сигнала по питанию уровнем 20-25В, и использования специальных каскадов, способных развивать амплитуду до 250В и имеющих нелинейность, подобную триоду 12АХ7. Таким образом, удалось реализовать полную передачу динамики гитарного сигнала, избежав обычной гибридной "зажатости", а также придать звуку SS-20 свой характер.
Архитектура гитарного предварительного усилителя SS-20: 
- два полноценных канала CLEAN и DRIVE, с возможностью работы Drive-канала в двух основных режимах: режим умеренной чувствительности (CRUNCH), режим высокой чувствительности (LEAD);
- последовательный разрыв (LOOP);
- возможность работы как в специализированные оконечные гитарные усилители и акустические системы (гнездо OUTPUT), так и непосредственно в микшерный пульт или линейный усилитель (OUT CAB.S.).

При построении внутренней структуры преампа в основу был положен принцип максимального использования усиления и нелинейного преобразования именно ламповой части устройства. Таким образом, полупроводниковая часть гибрида в ограничении практически не участвует (за исключением использования преампа в режиме LEAD при уровне Gain LEAD более 7) и весь спектр формируется именно ламповой частью преампа. Отметим также ещё одну особенность архитектуры SS-20: в преампе минимизировано количество не участвующих в обработке полупроводниковых каскадов, и при отсутствии штекеров в гнёздах SEND и RETURN сигнал подаётся на выход OUTPUT через корректирующие цепи непосредственно с выходного триодного каскада. Поэтому для соединения выхода преампа с гитарным усилителем рекомендуется использовать качественные низкоёмкостные шнуры минимальной длины.
В SS-20 применён оригинальный эмулятор кабинета. Во-первых, моделирующий амплитудно-частотные характеристики гитарной акустической системы, во-вторых, имитирующий собственную нелинейность динамической головки, свойственную инструментальным громкоговорителям, что дополнительно окрашивает выходной сигнал ближними гармониками, делая его «живее» и ближе к реальному.
Преамп занял четвёртое место в разряде "Best Guitar Preamp" на http://www.bestcovery.com/.